# إيلبرت تشومبي
إيلبرت تشومبي (بالإنجليزية: Gilbert Choombe) (مواليد 7 مارس 1992) هو ملاكم زامبي، مثّل بلاده في الألعاب الأولمبية الصيفية 2012.

## روابط خارجية
إيلبرت تشومبي على موقع أوليمبيديا (الإنجليزية)